# Wat Rong Khun

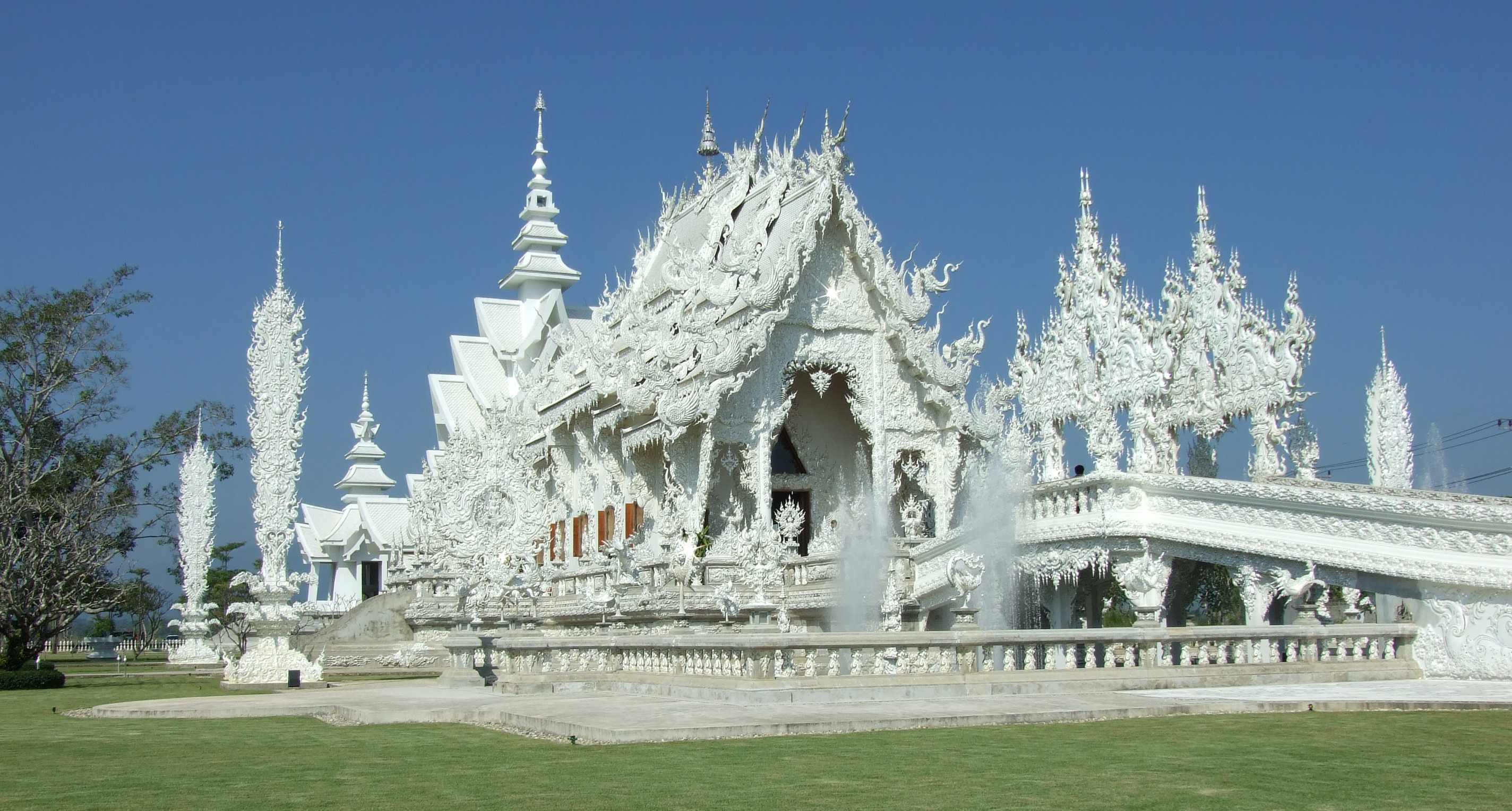
Wat Rong Khun

Wat Rong Khun (en tailandés: วัดร่องขุ่น) es un templo contemporáneo no convencional Budista e Hinduista. Está en la provincia de Chiang Rai, Tailandia. Fue diseñado por Don Chalermchai Kositpipat y la construcción empezó en 1997.

## Diseño y Construcción
Wat Rong Khun es diferente a cualquier templo de Tailandia por tener un "ubosot" (Pali: uposatha; un tipo de sala de reuniones) 
La Sala de Reuniones del templo se decoró con color blanco y cristales. El color blanco significa la pureza de Budista; el cristal significa la sabiduría de Buda como la "luz que brilla en el mundo y el universo".
Para entrar en el templo hay que cruzar un puente que cruza el canal que lleva a la sala. Los aldeanos de aquí creen que Buda cruzó este puente para predicar el dogma por primera vez. El pequeño semicírculo delante del puente representa a los humanos en el mundo. El círculo grande es la boca de Rahu, un ángel que tenía el cuerpo negro que ahora es el símbolo de la noche del miércoles.
Todos los dibujos que están dentro de Sala de Reuniones fueron decorados con oro.
En una de las otras salas, el suelo tiene cuatro tipos de animales representando el mundo, el agua, el viento y el fuego. El elefante representa el mundo; el Naga el agua; el cisne el viento y el león el fuego.

## Historia y construcción
En 1996, Don Chalermchai Kositpipat se ofrece a hacer diseños y dibujos de la sala de reuniones del templo porque cree que su obra puede crear interés turístico.
Actualmente, El templo de Rong Khun está en proceso de construcción. Según el plan de la construcción tendrá nueve edificios.

## Galería

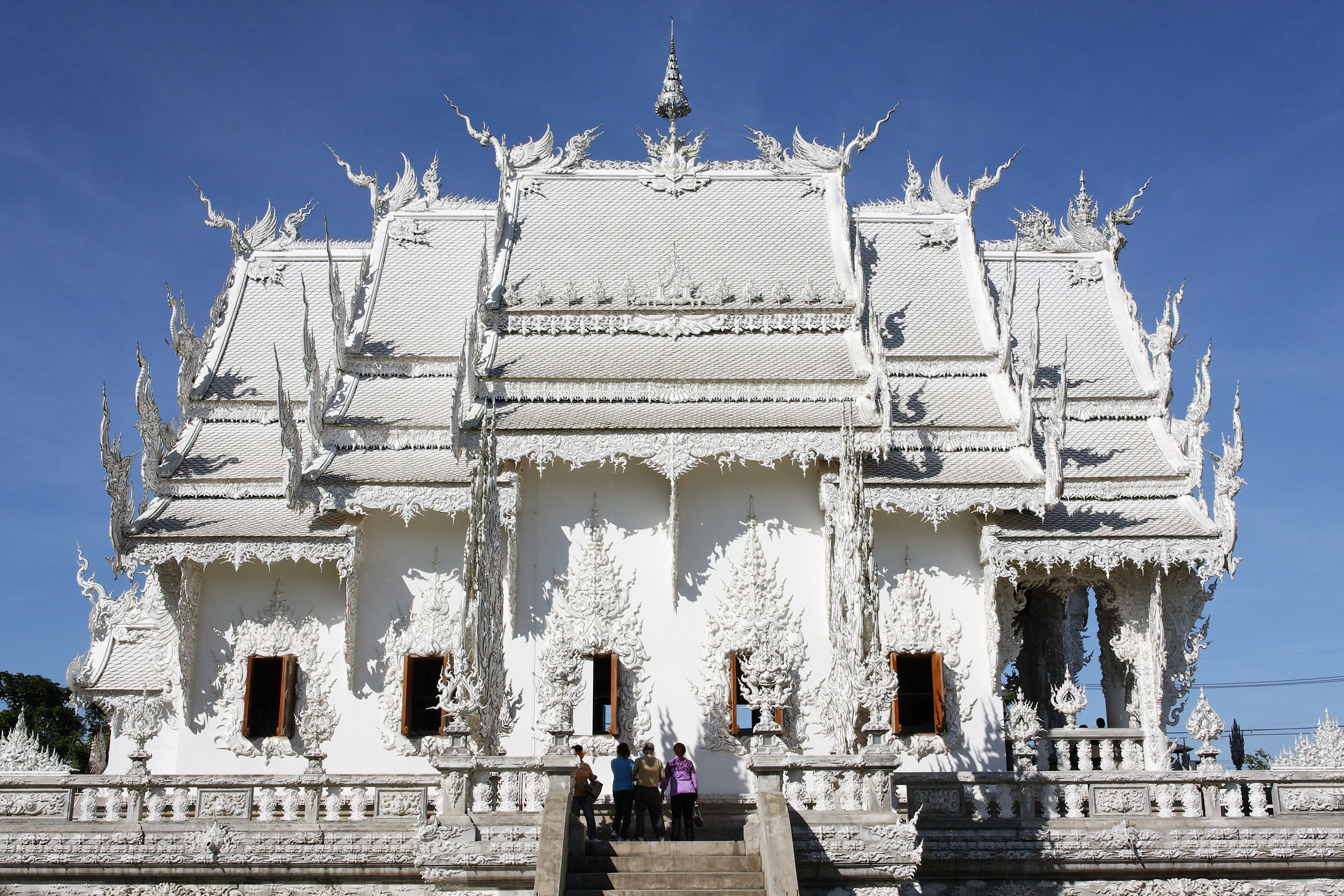
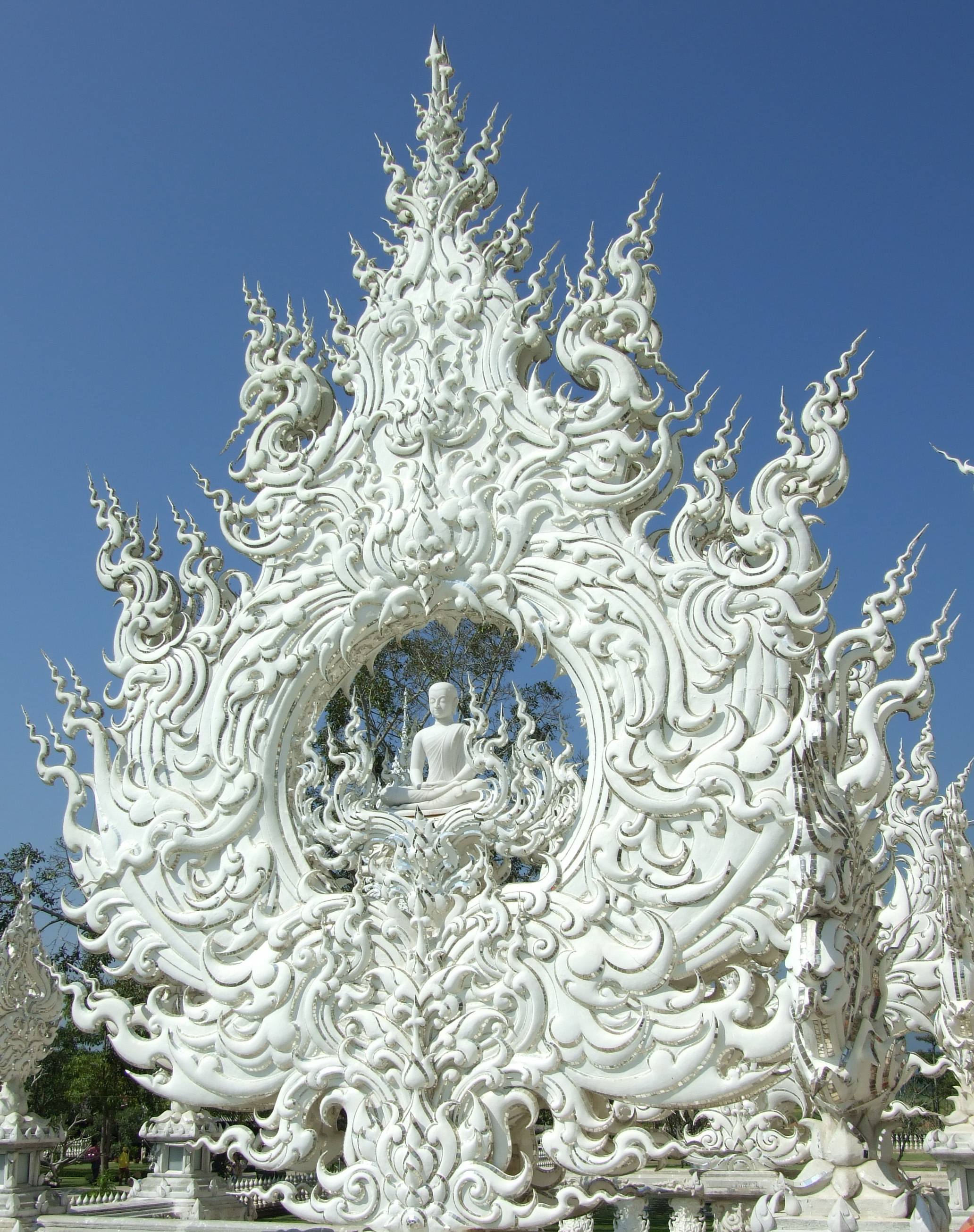
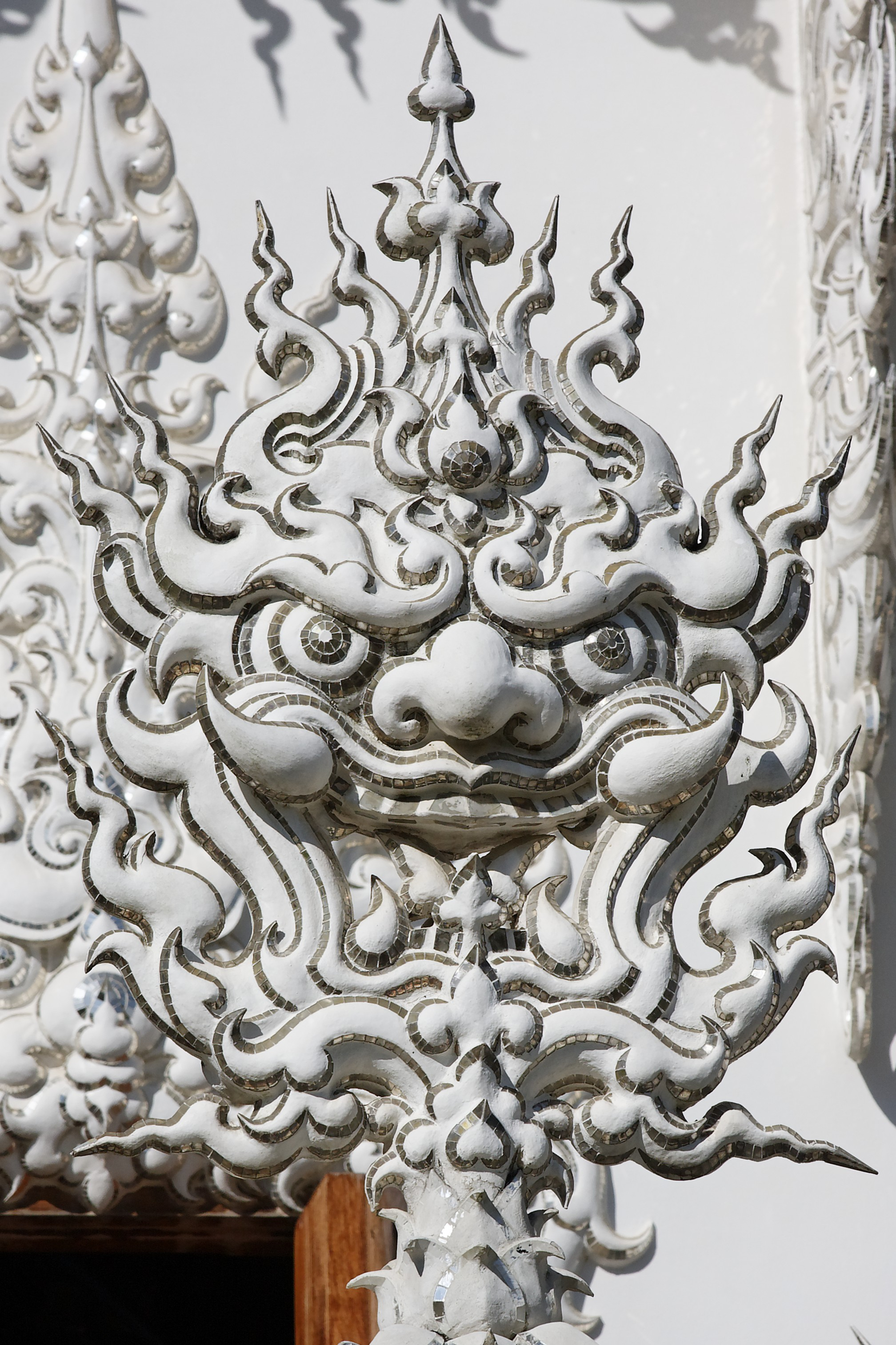
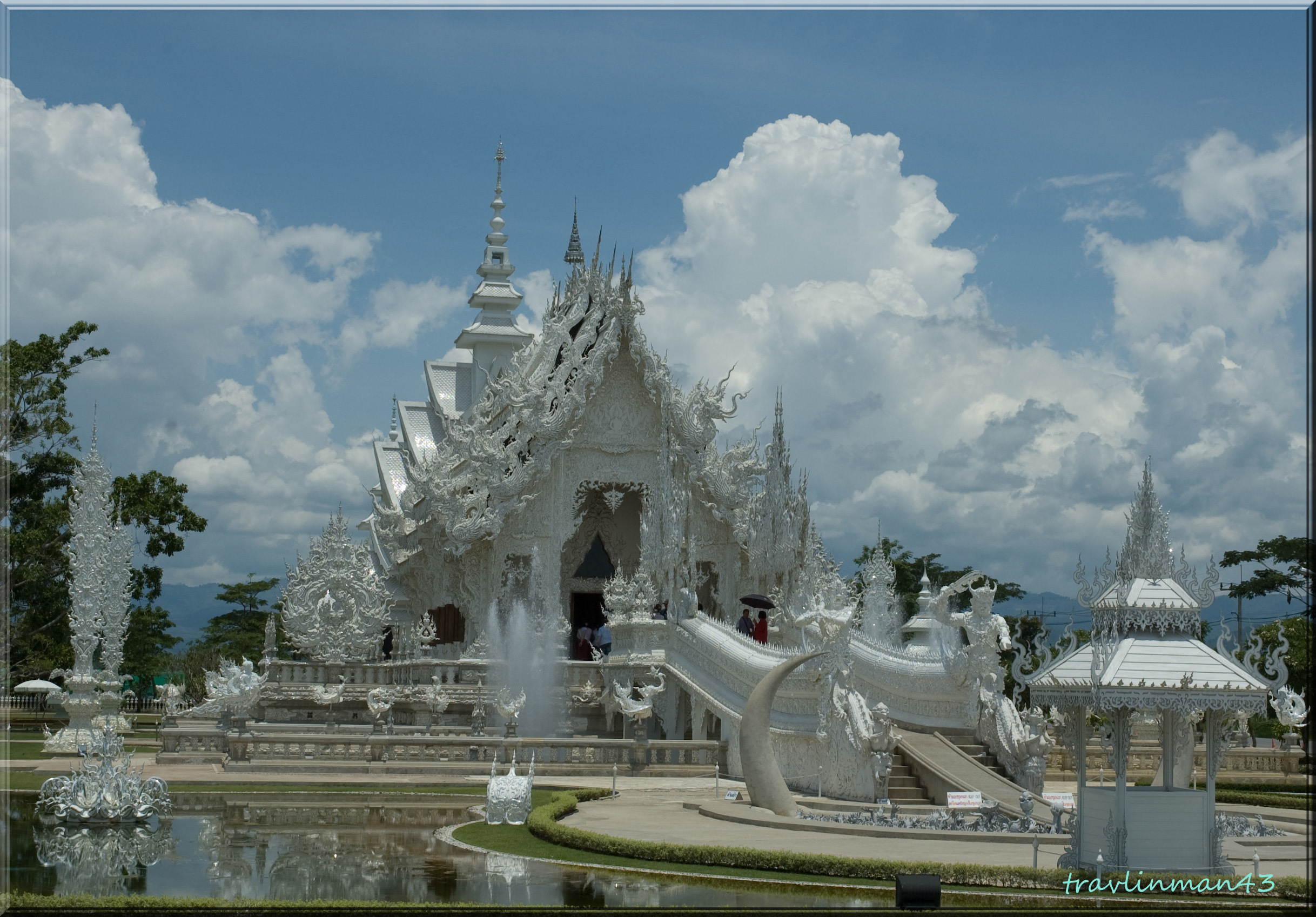
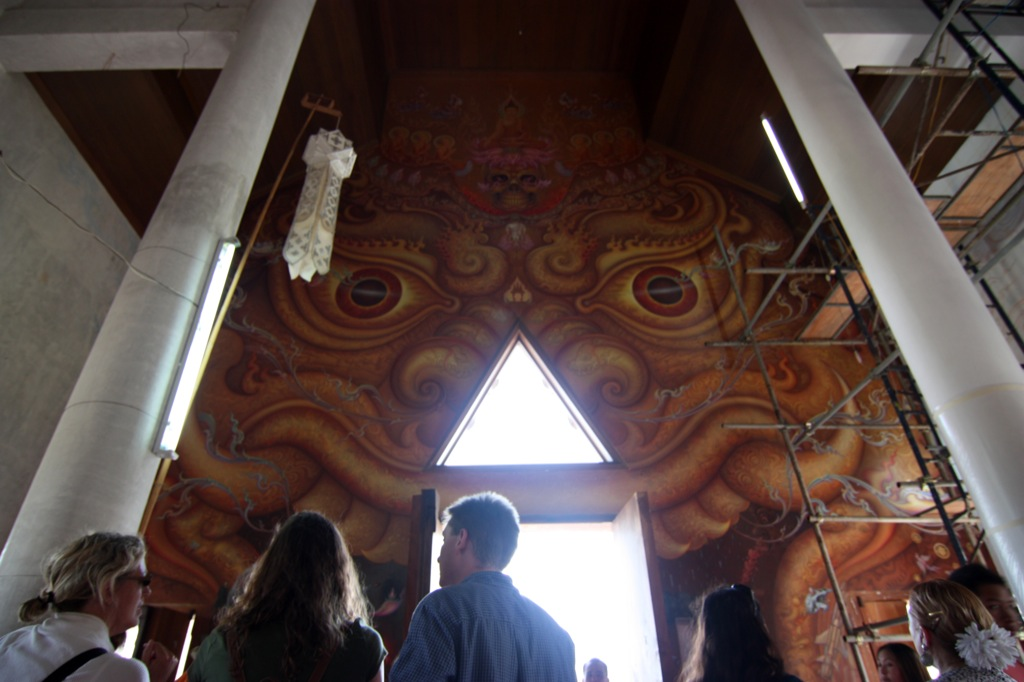
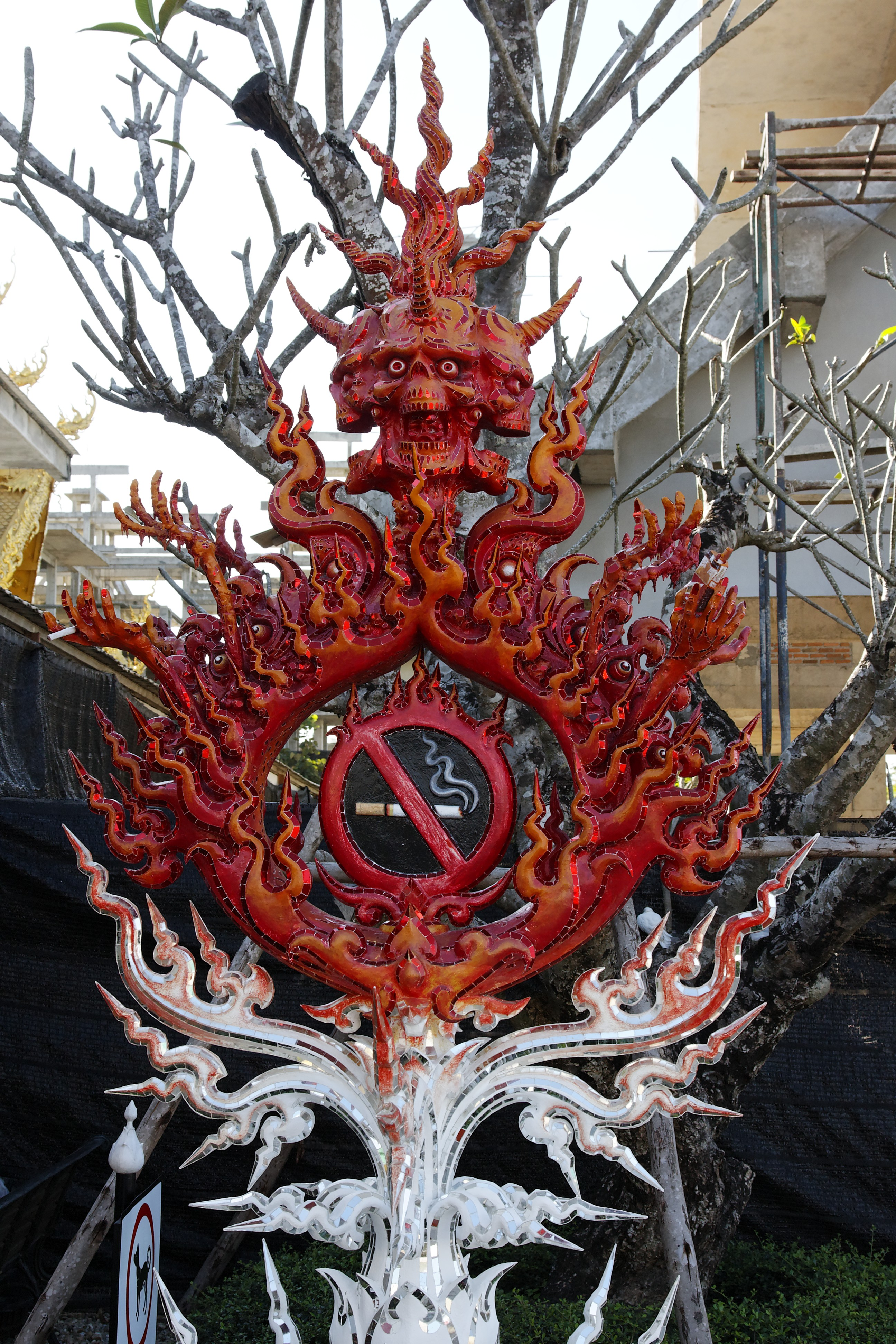